# Comté de Taita-Taveta

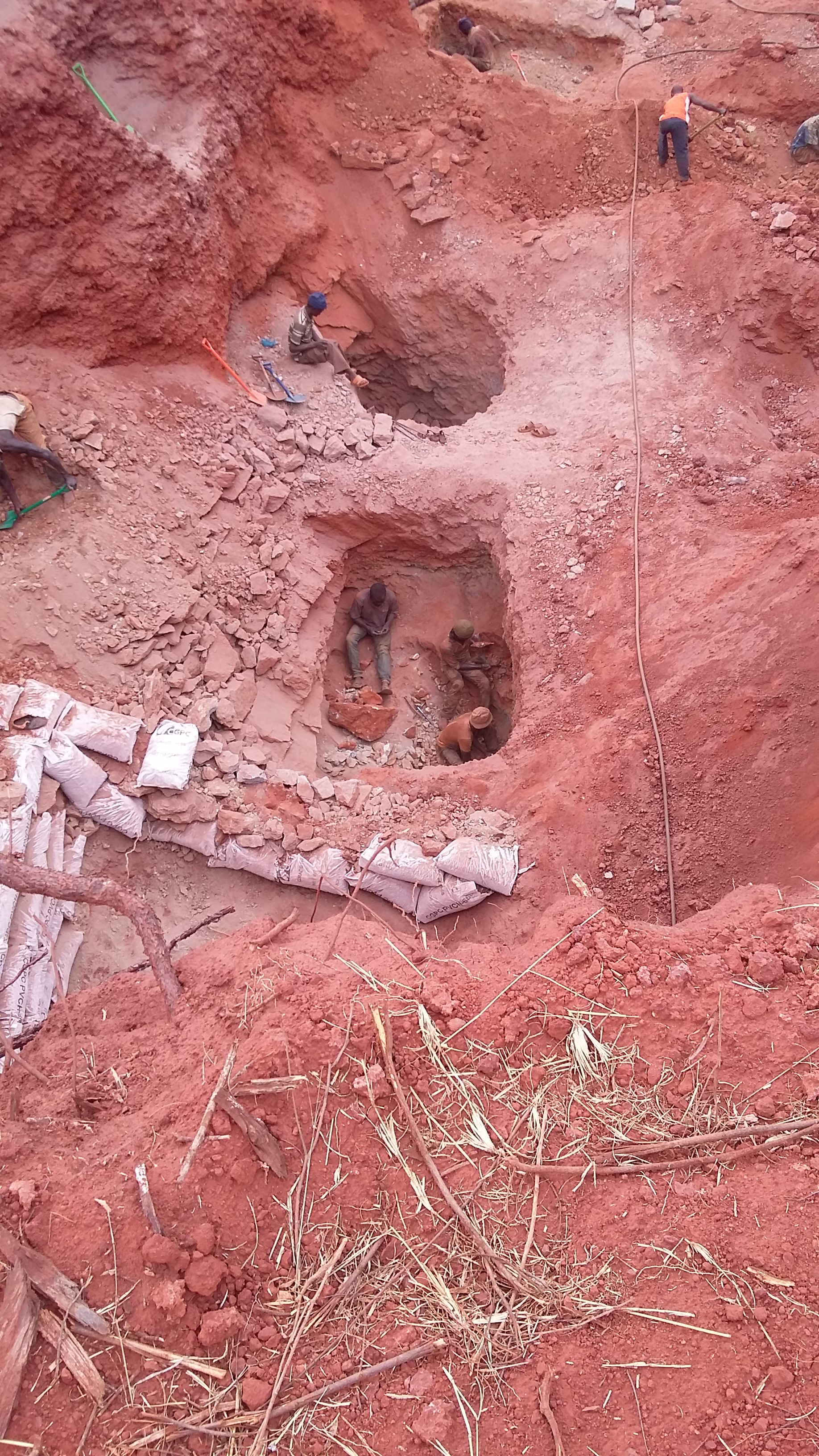
Mine de pierres précieuses à Mwatate.

Le Comté de Taita-Taveta est un des 47 Comtés du Kenya, situé à environ 200 km au nord-ouest de Mombasa et 360 km au sud-est de Nairobi. Sa capitale est Mwatate, bien que cette ville ne soit que la quatrième plus peuplée derrière Voi, Wundanyi puis Taveta.
La population est estimée à 250 000 personnes.

## Géographie
La superficie du Comté est 17 083,9 km2
Les plaines reçoivent 440 mm de pluie par an, contre 1900 mm pour les plateaux. Le point le plus bas est à 500 m au-dessus du niveau de la mer, et son point culminant est le Vuria Peak à 2 228 m.

## Économie
Le Comté produit des bananes. L'union européenne a financé pour 100 millions de shillings une usine de transformation.